# NGC 3601
NGC 3601 ist eine Spiralgalaxie vom Hubble-Typ Sab im Sternbild Löwe auf der Ekliptik. Sie ist schätzungsweise 346 Millionen Lichtjahre von der Milchstraße entfernt und hat einen Durchmesser von etwa 50.000 Lichtjahren. 

Im selben Himmelsareal befindet sich u. a. die Galaxie NGC 3604.
Das Objekt wurde am 22. März 1865 von Albert Marth entdeckt.